# Agromyza plaumanni
Agromyza plaumanni är en tvåvingeart som beskrevs av Spencer 1963. Agromyza plaumanni ingår i släktet Agromyza och familjen minerarflugor. Inga underarter finns listade i Catalogue of Life.